# Cour d'appel du district de Columbia
Ne doit pas être confondu avec Cour d'appel des États-Unis pour le circuit du district de Columbia.

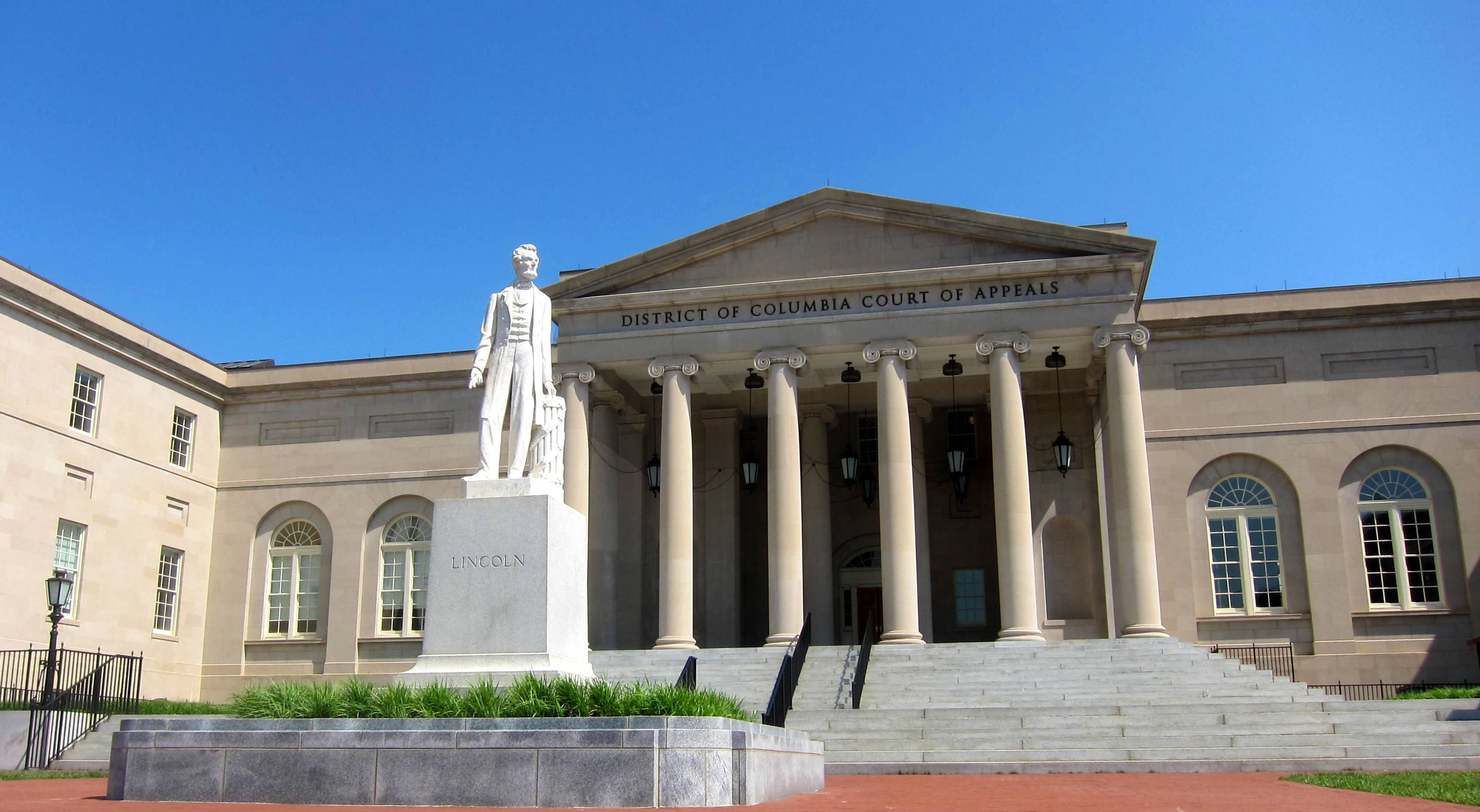
Facade de la cour d’appel du district de Columbia

La  Cour d’appel du district de Columbia (en anglais : District of Columbia Court of Appeals) est la cour suprême du district fédéral à Washington aux États-Unis. Créée en 1970, elle équivaut à une cour suprême d'un État américain, sauf que son autorité découle directement du Congrès des États-Unis puisque le district de Columbia n'a pas le statut d'État de l'Union.
Le tribunal siège au District of Columbia City Hall (en) dans le Judiciary Square (en) au centre-ville de Washington.